# 스토우빌역
스토우빌역(Stouffville Station)은 캐나다 온타리오주 스토우빌의 메인 스트리트에 위치한 GO 트랜싯의 통근 열차인 스토우빌선 정차역이다. 이 역은 스토우빌선 열차가 2008년 9월 2일에 링컨빌역 (오늘날의 올드엠역)까지 연장되기 전까지 북부 종착역이었다.
요크-더럼 문화유산 철도 열차가 여름 기간 동안 주말에 이 역과 억스브릿지 구간을 운행한다.

## 위치
스토우빌역은 메트로링스가 소유하는 억스브릿지선 40.6 마일 (65.3 km) 지점에 위치해있으며, 북쪽으로는 올드엠역이, 남쪽으로는 마운트조이역이 위치해있다. 마운트조이역에서 북쪽으로 억스브릿지선은 메이지매켄지 애비뉴를 지나 휘트처치 스토우빌에 다다른다. 메이저매켄지 북쪽으로는 그린벨트 농지로, 억스브릿지선은 9번 라인을 지나면서 스토우빌의 새로운 주택가를 지난다. 스토우빌역은 스토우빌 중심가에 위치해있다. 억스브릿지선은 북동쪽으로 계속 이어지며 GO 트랜싯 링컨빌 차량기지가 있는 올드엠역에 다다른다. 올드엠역에 다다르기 직전에 GO 트랜싯 열차는 본선에서 주박선으로 분기하며, 억스브릿지선은 북동쪽으로 억스브릿지역까지 계속 이어진다. 스토우빌에서 억스브릿지까지 현재 GO 트랜싯 열차가 운행하지는 않지만 관광열차인 요크-더럼 문화유산 철도가 이 구간을 운행한다.

## 역사
스토우빌역은 1869년에 토론토 & 니피싱 철도 (Toronto & Nipissing Railway)가 스카버러 분기점에서 북쪽으로 철도를 지으면서 동시에 완공하였다. 이 구조물의 사진은 존재하지 않지만, 비슷한 시기에 토론토 & 니피싱에서 건설한 다른 역과 유사한 디자인을 따랐다. 대합실, 수하물실, 역무실 등이 있던 직사각형의 목조 건물로, 역 건물 옆에는 또한 기관차를 보관하는 차량기지가 있었다. 1871년 7월 1일에 토론토에서 억스브릿지로 가는 노선이 개통한 후 스토우빌역에 첫 열차가 정차하였다.
서튼의 사업가들은 곧 심코호로 가는 협궤 지선을 건설할 것을 제안하였고, 1873년 3월 29일에 심코호 정션 철도 (Lake Simcoe Junction Railway)가 인가를 받았다. 이 노선은 1875년에 측량되었고, 새로운 노선은 스토우빌역에서 북쪽으로 약 0.5km 떨어진 토론토 & 니피싱 철도 노선에서 분기하기로 결정하였다. 두 회사는 1876년에 토론토 & 니피싱이 25년 동안 새로운 노선을 관리하는 것에 합의하였고, 1877년 10월 1일에 잭슨포인트로 향하는 첫 열차가 스토우빌역을 출발하였다. 토론토 & 니피싱 철도에서 가장 주목할 만한 사고 중 하나는 1878년 2월 스토우빌 차량기지에서 증기 기관차가 폭발하여 3명이 사망하고 4명이 부상한 사건이었다. 이후 1883년에 다른 기지 건물에서 화재가 발생하여 전소되었다.
표준궤 통일과 경쟁 노선의 확장으로 토론토 & 니피싱 철도와 심코호 정션 철도는 모두 수익성이 떨어졌고, 두 회사 모두 캐나다 미들랜드 철도 (Midland Railway of Canada)에 인수를 시도하였다. 1881년 협상이 진행되면서 미들랜드 철도는 토론토 & 니피싱 남부 선로를 따라 표준궤 열차를 지원하기 위해 세 번째 철도를 짓는 데 자금을 지원했다. 두 회사는 1884년 1월 1일부터 더 큰 그랜드트렁크가 미들랜드 철도를 인수하면서 미들랜드 철도는 아주 짧은 시기 동안 운행하였다. 2년 후인 1886년, 기존 토론토 & 니피싱 역 건물은 화재로 전소되었고, 같은 해에 더 큰 목조 건축물이 이 역에 자리잡았다. 새로운 역은 캐나다 태평양 철도가 10년 전에 채택한 밴혼 (Van Horne) 디자인과 비슷하였고, 역무원의 숙직실을 포함한 2층 건물이었다. 아래층에는 대합실과 역무실이 있었고, 긴 화물실은 건물 북쪽에서 바깥쪽으로 뻗어 있었다. 이 시점에서 스토우빌역은 하루 총 8편의 열차가 운행했으며, 그 중 2편은 잭슨포인트를 오가는 열차였다. 1916년 철도를 통해 지역의 곡물 수송을 용이하기 하기 위해 역 건널목에 곡물 엘리베이터가 건설되었다.
잭슨포인트로 가는 노선은 1907년부터 1909년 사이에 토론토 & 요크 교외 철도가 완공된 이후로는 수익성이 떨어졌으며, 그랜드트렁크 철도 또한 동시에 재정난을 겪었고, 1923년 국유화로 캐나다 내셔널 철도에 흡수되었다. 잭슨포인트로 가던 승객들은 1920년대 중반에 들어서면서 거의 증발하였고 기존 심코호 정션 철도는 1927년에 여객 취급을 중단하였다. 20세기 초에 자동차가 등장하기 시작하면서 지선 승객 수가 급격히 감소하기 시작하였다. 1920년대 이 지역의 역마차 노선이 고속도로로 바뀌었고, 이에 따라 더 많은 자동차가 고속도로를 따라 운행하였다. 스토우빌에 정차하는 열차 수는 1940년에는 하루 5회, 1958년에는 하루 3회로 감소하였다. CN 철도는 이 노선을 운행하는 열차에 사용되었던 기존 장비들을 운영 비용이 훨씬 적게 드는 자주식 버드 레일 디젤 차량으로 점차 대체하였다. 스토우빌은 여전히 토론토의 교외 지역이었기 때문에 통근열차가 운행이 완전히 중단하지는 않았지만, 1974년에 유니언역으로 가는 열차는 하루에 단 한 대 뿐이었다.
CN 철도는 1976년에 여객열차 운행을 VIA 철도에 이관하였고 1977년에는 VIA 철도가 별도의 연방 공기업이 되었다. 1982년에는 GO 트랜싯이 VIA 철도 대신 스토우빌선의 운행을 대신 맡았고, 이곳에는 오늘날의 역 건물이 들어서있다. 요크-더럼 문화유산 철도는 1996년에 스토우빌과 억스브릿지 구간을 기존 장비로 계속 운행하였고, 지금까지도 운행하고 있다. 곡물 엘리베이터는 스토우빌역에 추가 주차 공간을 마련하기 위해 2015년에 철거되었다.

## 시설
스토우빌역은 직원이 상주하지 않는 무인역으로, 통근열차 티켓 구매나 카드 충전은 역에 있는 자동판매기에서 할 수 있다. 프레스토 카드가 없는 경우에는 신용카드나 체크카드를 단말기에 태그해 요금을 정산할 수도 있고, 스마트폰에서 GO 트랜싯 홈페이지에 들어가 이티켓 (e-ticket)을 구매할 수도 있다.
이 역에는 대합실, 화장실, 와이파이, 공중전화가 있으며, 승강장에는 눈과 비를 피할 수 있는 쉼터가 있으며 겨울에는 난방도 된다. 역 건물과 승강장, 열차 내부는 휠체어 승객도 이용할 수 있으며, 승강장 중앙에 있는 휠체어 경사로를 통해 휠체어 승객도 열차를 이용할 수 있다. 환승 주차장은 두 곳이 있는데, 중앙 주차장은 83대의 주차 공간이 있고, 서부 주차장에는 293대의 주차 공간이 있으며, 최대 48시간까지 무료 주차가 가능하다. 이 역을 자주 이용하는 승객은 주차장에 지정 주차 공간을 예약할 수 있으며, 카풀해서 오는 승객들도 카풀 전용 주차 공간에 주차할 수 있다. 이 역으로 마중 나오는 차량 또한 역 앞에 있는 정차 공간에서 대기할 수 있다.
이 역에는 또한 자전거 거치대가 있으며, GO 트랜싯과 YRT 버스는 메인 스트리트에 있는 버스 정류장에 정차한다.

## 운행 계통
2023년 6월 기준 스토우빌역에는 평일 아침 유니언 방면 통근열차가 6대 정차하며, 평일 오후에는 올드엠 방면 통근열차가 6대 정차한다. 나머지 시간대에는 유니언역 버스 터미널에서 억스브릿지까지 수시로 버스가 운행하며, 토론토에 있는 케네디, 에이진코트, 밀리켄역에는 정차하지 않는다.
요크-더럼 문화유산 철도는 비정기적으로 운행하는 관광열차로, 축제나 행사 등에 수시로 운행하며, 자세한 시각표는 홈페이지를 참고해야 한다.

## 버스 연결편
스토우빌역에는 통근열차가 정차하지 않는 시간대에 부수적으로 운행하는 71번 버스가 정차하며, 시내버스로는 9번 라인을 따라 스토우빌과 복스그로브 플라자간을 운행하는 요크 지역 교통국의 9번 버스가 평일에 상시 정차한다. GO 트랜싯 통근열차 또는 광역버스에서 YRT 시내버스로 갈아탈 경우 무료 환승이 가능하다.

### GO 트랜싯
| 노선 | 노선     | 노선        | 종점                           | 종점 | 종점                 | 경유지 | 기준일          | 비고 |
| ---- | -------- | ----------- | ------------------------------ | ---- | -------------------- | --- | --------------- | ---- |
| 71   | 스토우빌 | Stouffville | 레일웨이 / 앨버트 (억스브릿지) | ↔    | 유니언역 버스 터미널 | - 토론토 방면: 마운트조이역 · 마컴역 · 센테니얼역 · 유니언빌역 · 유니언역 버스 터미널 - 억스브릿지 방면: 올드엠역 · 47번 / 프론트 · 레일웨이 / 앨버트 | 2023년 6월 24일 |      |
| 71C  | 스토우빌 | Stouffville | 올드엠역                       | ↔    | 유니언역 버스 터미널 | - 토론토 방면: 마운트조이역 · 마컴역 · 센테니얼역 · 유니언빌역 · 유니언역 버스 터미널 - 스토우빌 방면: 올드엠역                                       | 2023년 6월 24일 |      |

### 요크 지역 교통 (YRT)
| 노선 | 노선     | 노선     | 종점              | 종점 | 종점                  | 경유지 | 비고           |
| ---- | -------- | -------- | ----------------- | ---- | --------------------- | --- | -------------- |
| 9    | 9번 라인 | 9th Line | 월마트 스토우빌점 | ↔    | 복스그로브 / 오크버러 | 남쪽 - 10번 / 후버파크 - 후버파크 / 9번 - 월마트 스토우빌점 - 파크뷰 빌리지 - 9번 / 엘긴밀스 - 9번 / 메이저매켄지 - 9번 / 도널드 쿠센스 - 9번 / 16번가 - 9번 / 7번 - 복스그로브 / 14번 - 복스그로브 / 오크버러 북쪽 - 10번 / 후버파크 - 후버파크 / 9번 - 월마트 스토우빌점 | 평일 상시 운행 |

이 외에도 스토우빌 지역에는 평일 오전 10시부터 오후 1시 45분까지, 오후 7시부터 오후 10시 45분까지는 수요 응답형 차량이 스토우빌역에서 스토우빌의 원하는 주소로 데려다주며, 모빌리티 온 리퀘스트 (Mobility On-Request) 앱이나 YRT 고객센터인 1-844-667-5327을 통해 출발 15분 전까지 사전에 예약할 수 있다. 요금은 일반 YRT 요금이 부과된다. 요금은 프레스토 카드, YRT 페이 앱, 트랜싯 (Transit) 앱, 신용카드, 체크카드 또는 현금으로 지불할 수 있다.

## 인접한 역
| 메트로링스 억스브릿지선 | 메트로링스 억스브릿지선 | 메트로링스 억스브릿지선 |
| ----------------------- | ----------------------- | ----------------------- |
| 마운트조이 유니언 방면  | GO 트랜싯 스토우빌선    | 올드엠 방면             |
| 시·종착역               | 요크-더럼 문화유산 철도 | 억스브릿지 방면         |